# Ла-Гард-Френе
Ла-Гард-Френе́ (фр. La Garde-Freinet) — коммуна на юго-востоке Франции в регионе Прованс — Альпы — Лазурный берег, департамент Вар, округ Драгиньян, кантон Ле-Люк (до 2015 года кантон Гримо).
Площадь коммуны — 76,64 км², население — 1771 человек (2006) с тенденцией к росту: 1810 человек (2012), плотность населения — 24,0 чел/км².

## Население
Население коммуны в 2011 году составляло — 1761 человек, а в 2012 году — 1810 человек.
| 1962 | 1968 | 1975 | 1982 | 1990 | 1999 | 2005 | 2006 | 2010 | 2011 | 2012 |
| ---- | ---- | ---- | ---- | ---- | ---- | ---- | ---- | ---- | ---- | ---- |
| 1134 | 1332 | 1241 | 1402 | 1465 | 1619 | 1734 | 1771 | 1746 | 1761 | 1810 |

Динамика населения:

## Экономика
В 2010 году из 1090 человек трудоспособного возраста (от 15 до 64 лет) 795 были экономически активными, 295 — неактивными (показатель активности 72,9 %, в 1999 году — 66,2 %). Из 795 активных трудоспособных жителей работали 674 человека (384 мужчины и 290 женщин), 121 числились безработными (48 мужчин и 73 женщины). Среди 295 трудоспособных неактивных граждан 61 были учениками либо студентами, 85 — пенсионерами, а ещё 149 — были неактивны в силу других причин.
На протяжении 2010 года в коммуне числилось 826 облагаемых налогом домохозяйств, в которых проживало 1804,0 человека. При этом медиана доходов составила 16 тысяч 288 евро на одного налогоплательщика.

## История
Во французской истории район Ла-Гард-Френе известен по событиям IX—X столетий. В 890 году н. э. здесь высадились пришедшие морем арабы-сарацины и, таким образом, закрепились в этом регионе Франции. В 973 году, почти через 100 лет, граф Прованский Гильом I (известный как «Освободитель») в битве при Туртуре сумел разбить войско мусульман и изгнал их из Прованса.

## Известные персоналии
Нобелевский лауреат в области литературы за 2014 год, Патрик Модиано в автобиографии («Родословная», Un pedigree, Paris 2005, S. 116), сообщает, что свой первый, принёсший ему широкую известность роман «Площадь Звезды» (La Place de l’Etoile, Paris 1968) он начал писать в июле 1966 года в Ла-Гард-Френе.